# Vapenkassun

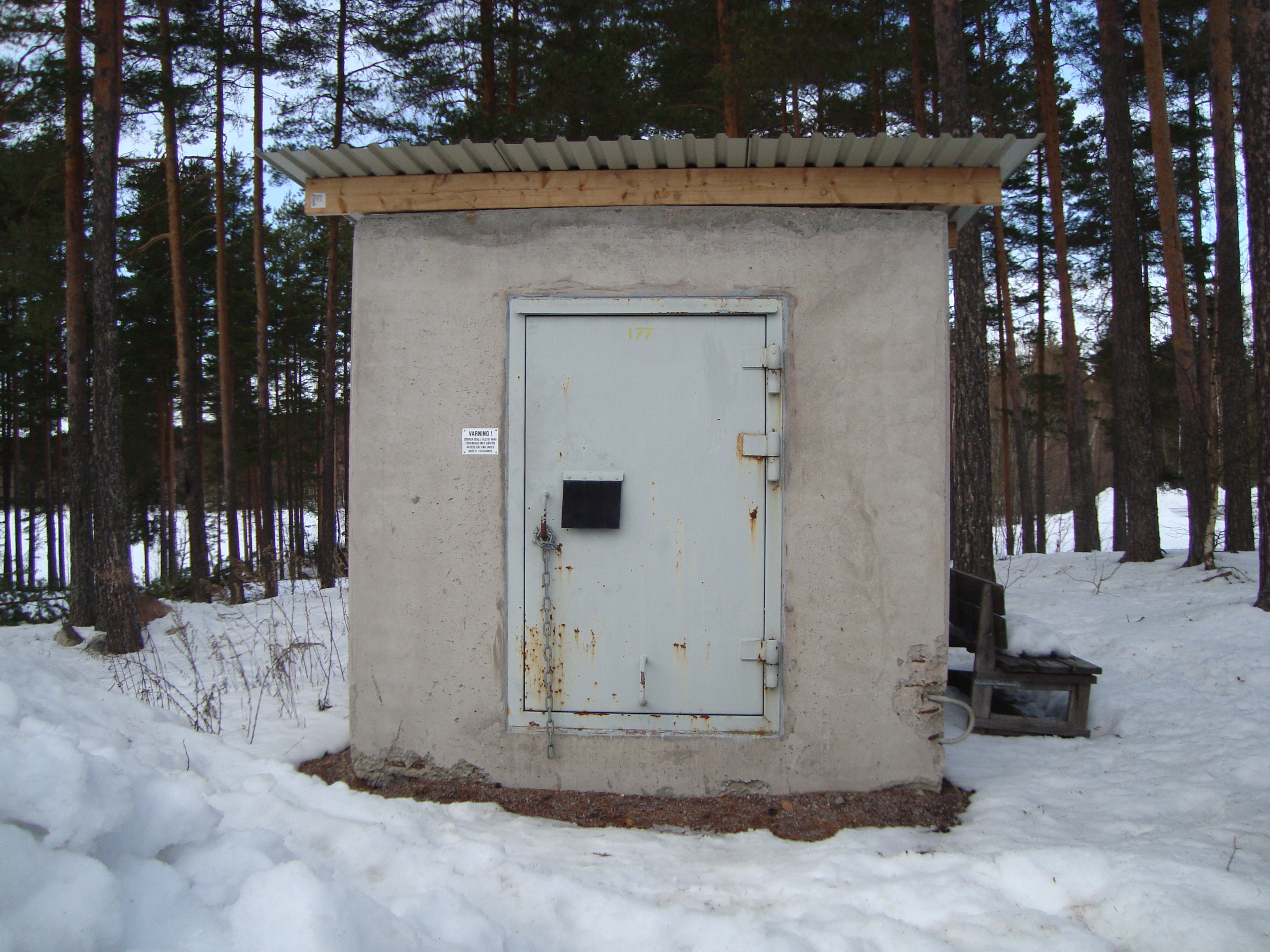
En vapenkassun

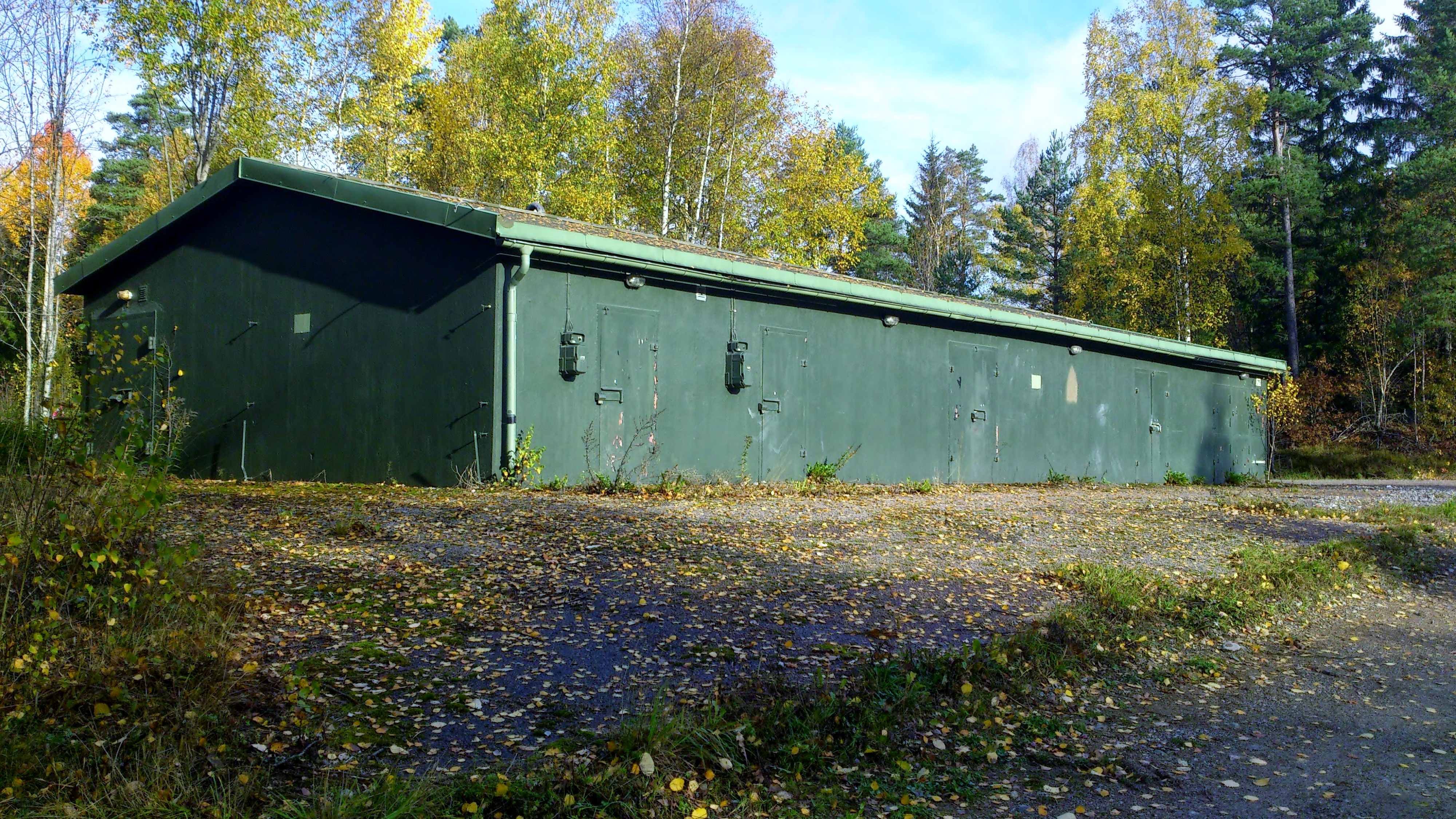
En vapenkassun

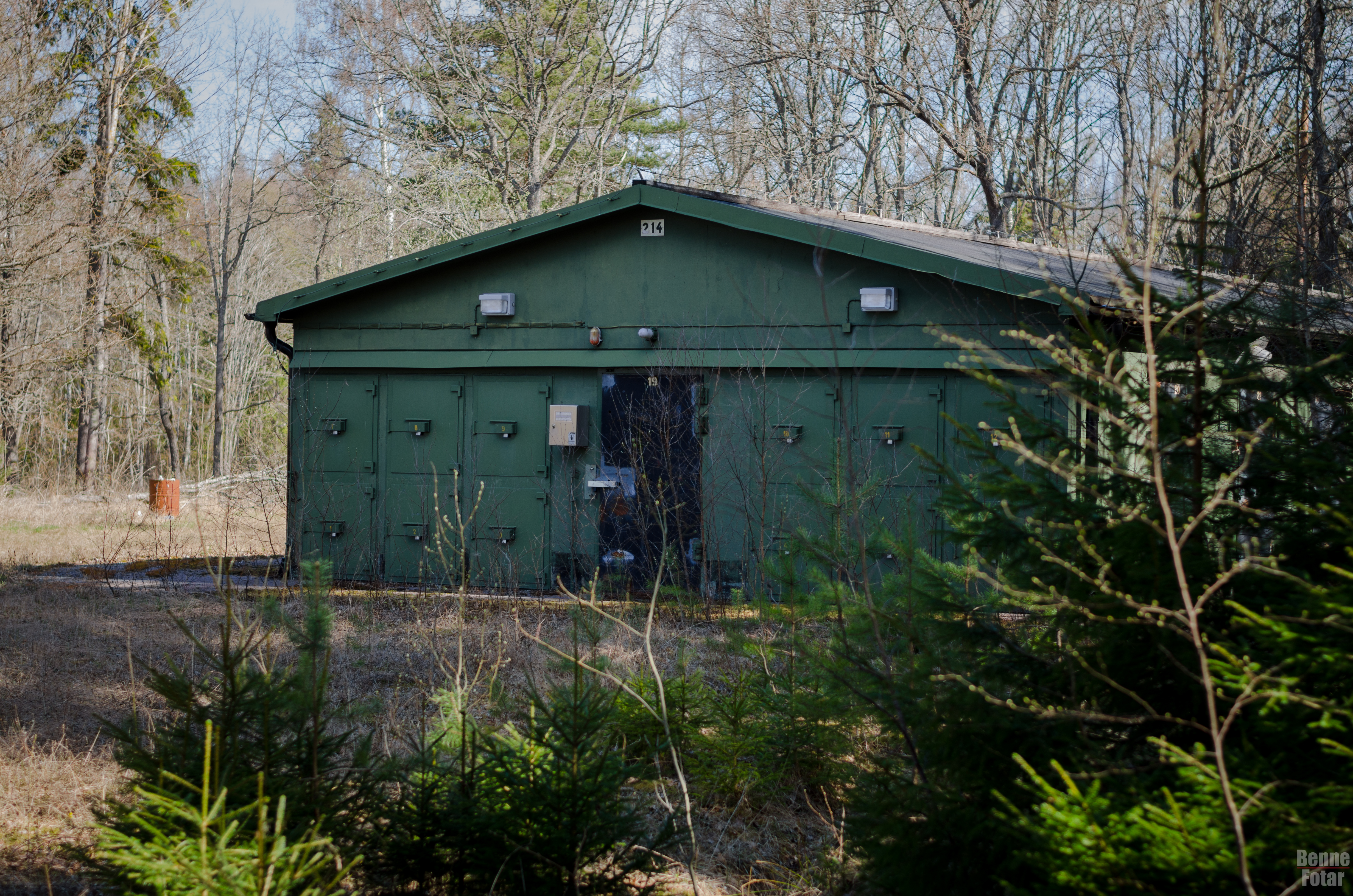
Vapenkassun

Vapenkassun är ett kraftigt betongskåp i vilket man förvarar vapen, ammunition eller annan materiel. Inom den svenska försvarsmakten finns olika typer och storlekar på kassuner, som kan vara fristående eller i anslutning till militära anläggningar. Vapenkassunerna är larmade, och vid ett larm kallas en insatsstyrka eller militärpoliser in.
Förr förvarades vapen och ammunition i fristående vapenkassuner runt om i landet som den del av invasionsförsvaret. Dessa skulle användas vid mobilisering. Numera förvaras inga vapen eller ammunition i dessa anläggningar då vapnen i sig är mycket stöldbegärliga. Vapen förvaras numera i vapenkassuner i direkt anslutning till regementen eller dylikt alternativt i dess närhet. Vapenkassuner belägna vid övningsområden används ofta vid övningar. 